# 퀴즈쇼 최강남녀
퀴즈쇼 최강남녀는 SBS의 TV 프로그램이다.

## 프로그램 소개
처음 만난 남녀가 짝을 지어 문제를 푸는 독특한 형식의 프로그램인데 평균 시청률 4.6%대로 고전을 면치 못하여 7회 만에 막을 내렸다.

## 참조
1. ↑  김범석 (2005년 4월 14일). “[방송]시청률의 힘?…봄개편 앞두고 '퀴즈쇼…' '…오아시스' 등 종영”. 동아일보. 2018년 8월 14일에 확인함.